# Nationalförtjänstorden (Frankrike)

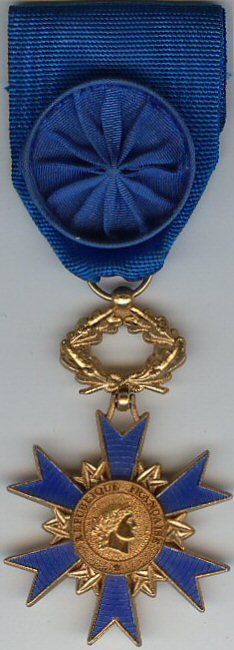
Ordenstecken för Nationalförstjänstorden.

Nationalförtjänstorden (franska: Ordre national du Mérite), är en fransk orden instiftad den 3 december 1963 av president Charles de Gaulle. 
Orden har (i juni 2025) utdelats till över 174 000 personer. Sedan ordens instiftande har 337 000 personer erhållit orden eller erhållit en högre grad.
Nationalförtjänstorden räknas som Frankrikes förnämsta orden efter Hederslegionen, som traditionellt är förbehållen franska medborgare, och utdelas som belöning av utmärkta förtjänster oavsett härkomst.

## Ordenklasser
Orden är indelad i fem klasser:
- storkors kommendör
- storofficer
- kommendör
- officer
- riddare

## Svenskar som tilldelats orden
- Gullmar Bergenström (1971), jurist SAF
- Nils Berman (1970), företagsledare och fransk konsul i Norrköping
- Louis Campanello (1979), jurist och företagsledare
- Ella Carlsson, överste och teknologie doktor i fysik
- Jan Olof Carlsson (1979), bergsingenjör och ämbetsman
- Bertil Dahlrot, f.d. försvarsattaché i Paris
- Henrik Ekstrand
- Karl Engelbrektson, arméchef 2016–2023
- Winni Fejne, f.d. svensk diplomat i Frankrike, f.d. Sveriges generalkonsul i Kanton
- Johanna Frändén (2022), sportjournalist[4]
- Aleksander Gabelic, f.d. riksdagsledamot, f.d. ordförande för Svenska FN-förbundet och f.d. europaparlamentariker
- Mattias Goldmann, vd tankesmedjan Fores
- Torbjörn Hedberg, f.d. rektor för Luleå tekniska universitet
- Jens Henriksson, vd och koncernchef Swedbank
- Krister Holmberg, professor i ytkemi
- Lamek Hulthén (1976), professor i matematisk fysik
- Åke Lindemalm (1967), amiral och marinchef
- Fredrik Ljungström, ingenjör, uppfinnare
- Åke Lönnberg (1972), överste, flyg- och marinattaché i Paris
- Bengt-Thure Molander (1990), kyrkoherde i svenska Sofiaförsamlingen i Paris 1974–84
- Eva Nordmark (2018), ordförande TCO 2011–2019
- Jonas Olsson, överste, marinen, Amfibiekåren
- Erland Ringborg, f.d. statssekreterare och generaldirektör
- Madelene Sandström, generaldirektör FOI 2003–2009
- Anna Stellinger, statsvetare, chef för internationella frågor i Svenskt Näringsliv
- Stig Strömbäck (1976), kommendör, marin- och flygattaché vid Sveriges ambassad i Paris 1971–75
- Bo J. Theutenberg, ambassadör och professor
- Malcolm Tottie (1971), läkare och medicinalråd
- Karl Axel Tunberger (1967), journalist och tidningsman
- Pernilla Tunberger (1977), journalist och kokboksförfattare
- Owe Wagermark, överste 1. gr., flygvapnet
- Tamas Weber (2006), kampsportare och f.d. främlingslegionär
- Uno Willers (1977), historiker och bibliotekarie